# Birkenbaum (Wipperfürth)
Birkenbaum ist eine Hofschaft von Wipperfürth im Oberbergischen Kreis im Regierungsbezirk Köln in Nordrhein-Westfalen (Deutschland).
Nachbarorte sind Hohenbüchen, Lesenbüchen, Beinghausen, Egen.
Erreichen kann man Birkenbaum auf Wipperfürther Stadtgebiet über die Kreisstraße K13 und einige über das Dorf Egen führende Kleinstraßen.
Durch die Buslinie 337 (VRS/OVAG) eine Anbindung an den öffentlichen Personennahverkehr gegeben. Die Haltestelle befindet sich direkt im Ort.

## Geschichte
1548 wurde der Ort erstmals urkundlich unter der Schreibweise „Byrboym“ erwähnt. Die „Liste der bergischen Spann- und Schüppendienste“ nennt „Class tzom Byrboym“.
Nachgewiesen ist im Osten des Ortes eine von Wuppertal-Elberfeld bis nach Marienheide-Krommenohl verlaufende Landwehrlinie. Diese Bergische Landwehr sicherte das Bergische Territorium vor Einfällen aus dem Märkischen. Der Heimatforscher Gerd Helbeck datiert die Entstehung dieser Landwehr auf das frühe 14. Jahrhundert.
Ein 1948 errichtetes Hofkreuz aus Beton steht im Ort.

## Wanderwege
Mehrere mit den Wanderzeichen A1, A2 und A5 gekennzeichnete Rundwege verlaufen durch den Ort. Die Wege werden vom Sauerländischen Gebirgsverein ausgeschildert und haben ihren Ausgangs- und Zielpunkt jeweils am Wanderparkplatz des in 700 m Entfernung liegenden Dorfes Wipperfürth-Egen.